# استاروآککولایوو
استاروآککولایوو (به لاتین: Staroakkulayevo) یک منطقهٔ مسکونی در روسیه است که در باشقیرستان واقع شده‌است.